# Next!
Next! è un film del 2023 diretto ed interpretato da Giulietta Revel..
Il film ripercorre la vita di Alfredo (Pietro Romano), uno scrittore che desidera che la sua storia sia raccontata sul grande schermo e far riconoscere a tutti il suo talento.

## Distribuzione
Il film è stato distribuito nelle sale cinematografiche italiane a partire dal 27 aprile 2023.